# Мойсей Вайнштейн
Мойсей Вайнштейн (? — після 1915) — підприємець, купець першої гільдії.
В Києві утримував оптовий склад і 72 шинків. У 1860–1870 роках — великий власник цукроварень.
Опікувався Київською єврейською лікарнею. У 1863 році подарував єврейський общині Києва садибу, яку придбав з метою побудови молитовного будинку для євреїв. Проте міська влада на будівництво синагоги дозволу не дала.
Дружина купця, Гітля Вайнштейн, заснувала в Києві кошерну столову і єврейську лазню (за адресою вул. Ярославська, 55).